# VTS Storebælt
VTS Storebælt (Vessel Traffic Service Storebælt, engelsk: Great Belt VTS) er et sikkerhedssystem der blev etableret i 1993 for at sikre anlægsarbejdet af Storebæltsbroen mod påsejling. I 1998 da broen var færdigkonstrueret blev ordningen permanent. 
Den fysiske placering for VTS Storebælts kontrolcenter er på Flådestation Korsør og er bemandet af en overordnet chef samt 21 mand på syv vagthold hver bestående af tre operatører. Alle ansatte i kontrolcenteret er civilt ansatte med skibsføreruddannelse. Grundet de forbedrede overvågningssystemer besluttede Storebæltsforbindelsen at ophæve aftalen med Søværnet om brug afviserfartøjer fra udgangen af marts måned 2011.
VTS Storebælt overvåger havområdet omkring Storebæltsbroen og sikrer at alle skibe der kommer ind i området følger de korrekte sejlruter for således at undgå en kollision med broen. Dette havområde er sidenhen blevet udvidet for således også at dække området omkring Hatter Barn for at formindske risikoen for grundstødningen i dette område. Når skibe sejler ind i området er de forpligtet til at kalde Storebælt VTS og forklare deres forventede sejlplan igennem Hatter Barn og under storebæltsbroen, dybgang og hvorvidt de transporterer farligt gods. Dette gøres nord for broen på civil VHF-kanal 74 og syd for broen på civil VHF-kanal 11. Ved passage af broen er der en fartgrænse på 20 knob.